# Molfsee
Molfsee est une municipalité allemande située dans le land du Schleswig-Holstein et dans l'arrondissement de Rendsburg-Eckernförde. En 2019, sa population est de 4 956 habitants.